# 茨城県信用農業協同組合連合会
茨城県信用農業協同組合連合会（いばらきけんしんようのうぎょうきょうどうくみあいれんごうかい）は、茨城県水戸市に本店を置く、茨城県内の農業協同組合の信用事業を統括する県域農協系金融機関であり、県内農業協同組合を会員とする。

## 概要
通称は「JA茨城県信連」または「JAバンク茨城」。統一金融機関コードは3008。主に法人顧客を中心としており、個人取引は殆どない。

## 沿革
- 1948年 - 設立。

## 店舗所在地
- 本店（001）- 茨城県水戸市梅香一丁目1-4 茨城県農協会館（通称：茨城県JA会館）内